# Kengis
Kengis is een dorp binnen de Zweedse gemeente Pajala. Het dorp bestaat uit twee kernen: Kengis en Kengis Bruk. De dorpen zijn bijna samengesmolten met Pajala. In Kengis werden van 1674 tot 1715 koperen munten geslagen, tevens kan men de noordelijkst gelegen vroonhof bekijken.
In de 17e eeuw werd een ijzeren brug (Kengis Bruk) gebouwd over de Torne, van waarover en van waaruit immigranten uit Zweden, maar ook Walen naar het noorden trokken.
Aareavaara · Anttis · Huukki · Isovaara · Jarhois · Juhonpieti en Erkheikki · Junosuando · Kainulasjärvi · Kangos · Kardis · Kassa · Kätkesuando · Käymäjärvi · Kaunisvaara · Kengis · Kenttä · Keräntöjärvi · Kieksiäisvaara · Kiilarova · Kihlanki · Kitkiöjärvi · Kitkiöjoki · Kolari · Kompelusvaara · Korpilombolo · Kurkkio · Lahenpää · Lahnajärvi · Lautakoski · Liviöjärvi · Lovikka · Männikkö · Muonionalusta · Muodoslompolo · Narken · Nuuksujärvi · Ohtanajärvi · Oksajärvi · Pääjärvi · Pajala · Parkalompolo · Pentäsjärvi · Peräjävaara · Pimpiö · Ristimella · Ruosteranta · Sahavaara · Saittarova · Salmijärvi · Särkimukka · Sattajärvi · Selkäjärvi · Suaningi · Talinen · Tärendö · Teurajärvi · Torinen · Törmäsniva · Tornefors